# 釉
釉（英文: glaze）是指均勻覆蓋在陶瓷器或搪瓷器外表面的玻璃質薄層，通常由硅酸鹽複合物經由高溫熔融態再冷卻而製成。

## 特性
釉和坯體同樣是由岩石或瓷土組成的。通過篩選特定礦物、添加助熔劑等方法可以使得釉的熔點低於坯體，比後者更加容易在火中熔融。所以在坯體燒結時，釉料應當完全熔融形成液體狀態，從而可以在表面張力的作用下均勻包覆坯體表面。冷卻後，這種液體凝固為玻璃層，形成釉面。
釉面不僅提高了製品的強度和硬度，也使其具有抵抗氣體、液體以及酸鹼腐蝕的能力。良好的釉面還可以在色調、光澤以及紋理方面給予觀者美麗的享受。

## 分類
釉的品種很多，尚無統一的分類方法。常見的分類如下。

### 工藝分類

#### 燒成溫度分類
1. 高溫釉：燒成溫度高於1260°C的釉料，用於石胎瓷和瓷器。
2. 中溫釉：燒成溫度在1000至1260°C的釉料，用於石胎瓷和陶器。
3. 低溫釉：燒成溫度低於1000°C的釉料，用於陶器和其他非硅酸鹽胎體（如金屬胎、石製胎）器物。低溫釉也用於在高溫釉上再次附加釉，此時又稱「釉上彩」。

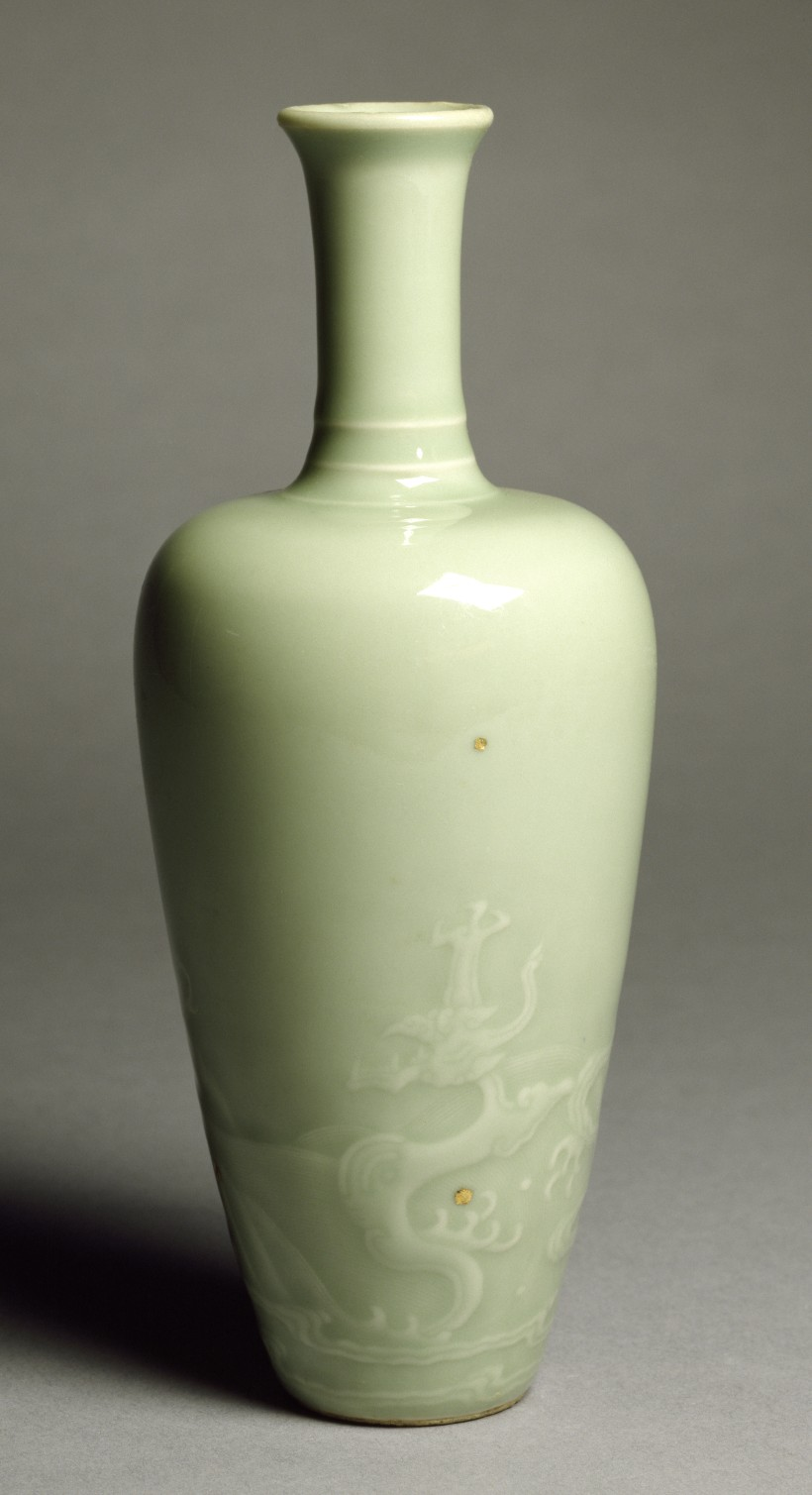
清代景德鎮青瓷，瓷胎高溫釉
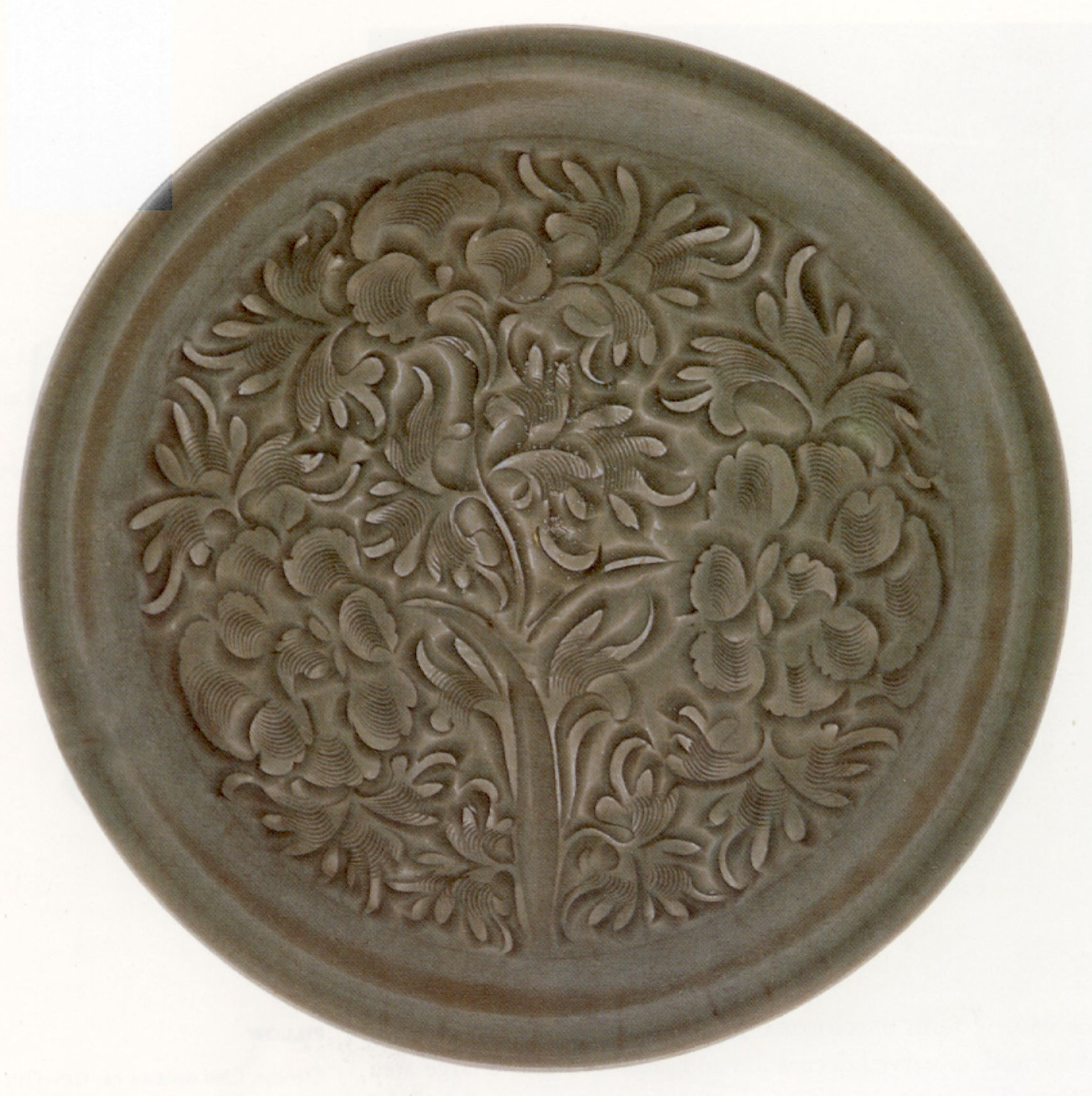
北宋耀州窯青瓷，石胎瓷高溫釉
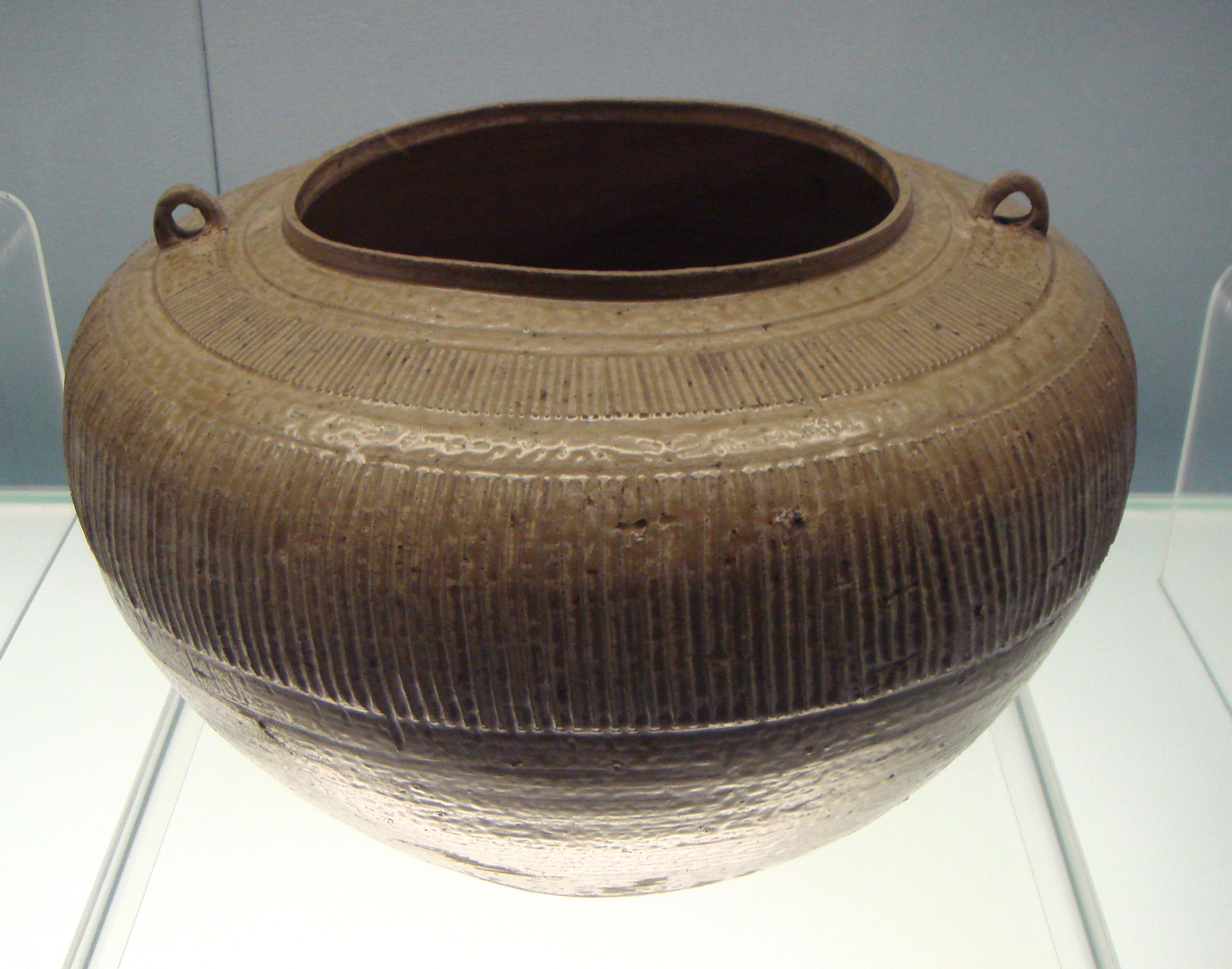
戰國原始青瓷，石胎瓷中溫釉或高溫釉
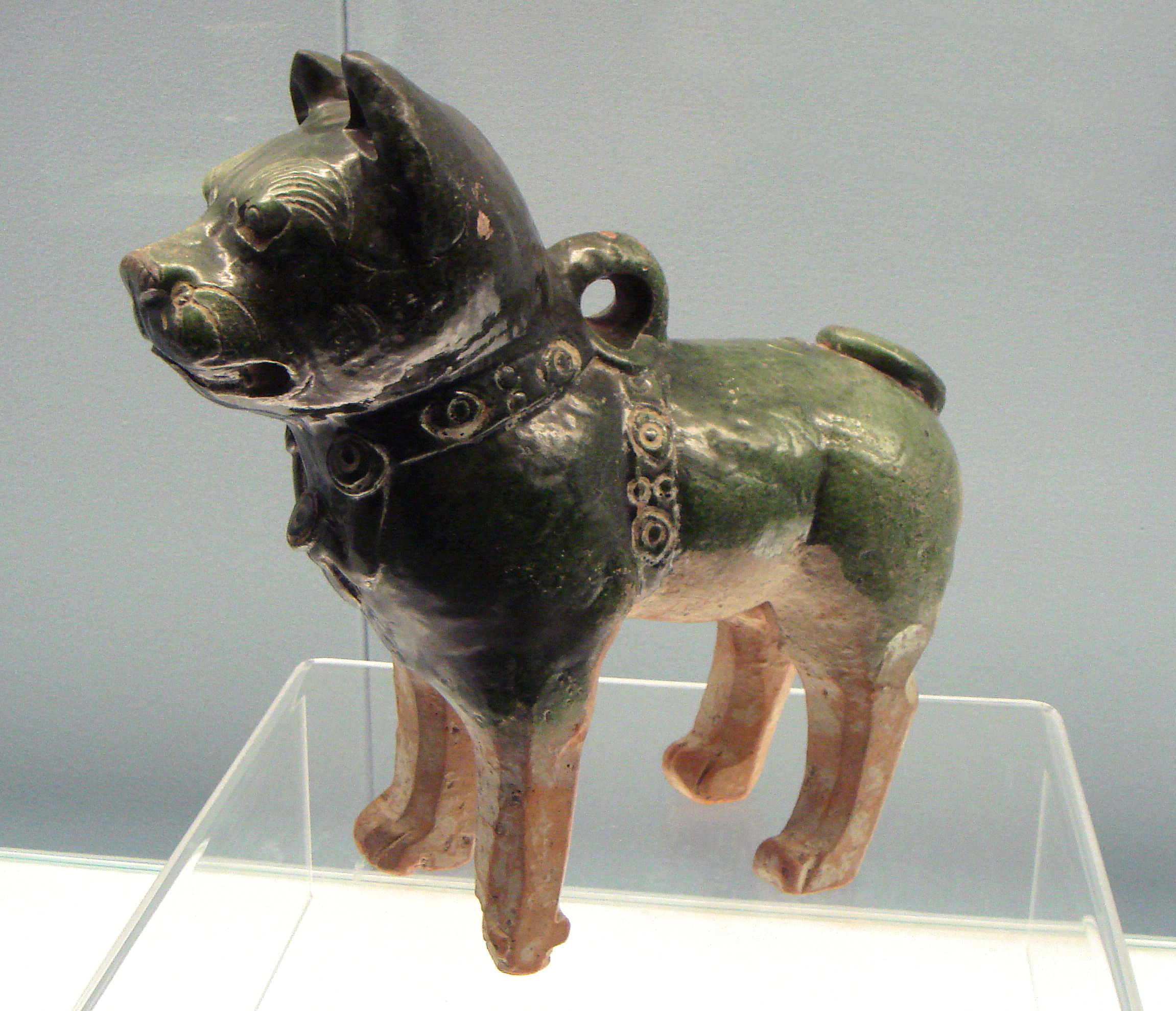
東漢緑釉陶器，陶胎低溫釉

#### 燒成氣氛分類
1. 還原焰釉：釉色呈現需要在還原氣氛下燒成的釉，即強迫高溫燃燒的火焰沒有氧氣，進而為了取得氧，將釉及土中氧分子抽離，使元素還原，一般為高溫釉。
2. 氧化焰釉：釉色呈現需要在氧化氣氛下燒成的釉，即給予充足的氧氣使其燃燒完全，包括絕大多數的顏色釉。

#### 製備方法分類
1. 生料釉：直接將配料粉碎加水成為釉漿，不改變釉料組成。
2. 熔塊釉：將易溶、有毒或難熔的原料先經高溫熔煉成為熔塊，再將熔塊和其他配料共同粉碎調成釉漿。

### 外觀分類
最普遍的分類方法。

#### 顏色分類
根據釉面的色彩數量可以大致劃分。
1. 只呈現一種均勻顏色的單色釉。
2. 呈現兩種以上明顯可以辨別顏色的複色釉，又稱花釉。

#### 成分分類
根據釉的染色劑化學成分及成色外貌而分類。
EX:長石釉、灰釉、鐵釉、天目釉、銅釉、結晶釉等。

## 相關
- 珐琅
- 瓷器
- 琉璃